# Ceromitia devia
Ceromitia devia là một loài bướm đêm thuộc họ Adelidae. Loài này có ở Nam Phi.